# 島本町
島本町（日语：／ Shimamoto chō */?）是位於日本大阪府東北部的行政區劃，屬三島郡。轄區主要位於淀川支流水無瀨川的流域，地形以丘陵地和山區為主，僅東南部靠淀川旁為平原，主要市區也位於此區。北邊與京都府大山崎町相鄰，為淀川眾多支流桂川、宇治川、木津川匯流處，也是連結京都盆地與近畿平原的交通要道。鐵路東海道新幹線、東海道本線、京都本線及名神高速道路都從此通過，因此目前也同時成為大阪市與京都市外圍的卧城。

## 人口
| 島本町人口分布圖 |                                               |  |
| 島本町與日本全國年齡別人口分布比較圖 （2005年資料） | 島本町的年齡、男女別人口分布圖 （2005年資料） |  |
| ■紫色是島本町 ■綠色是全国 | ■藍色是男性 ■紅色是女性                       |  |
| 島本町人口變化 \| 1970年 \| 16,873人 \| \| \| 1975年 \| 22,404人 \| \| \| 1980年 \| 24,663人 \| \| \| 1985年 \| 29,549人 \| \| \| 1990年 \| 29,971人 \| \| \| 1995年 \| 30,339人 \| \| \| 2000年 \| 30,125人 \| \| \| 2005年 \| 29,052人 \| \| \| 2010年 \| 28,935人 \| \| \| 2015年 \| 29,983人 \| \| \| 2020年 \| 30,927人 \| \| |                                               |  |
| 資料來源：日本總務省統計中心提供之人口普查數據 |                                               |  |
| 1970年 | 16,873人                                      |  |
| 1975年 | 22,404人                                      |  |
| 1980年 | 24,663人                                      |  |
| 1985年 | 29,549人                                      |  |
| 1990年 | 29,971人                                      |  |
| 1995年 | 30,339人                                      |  |
| 2000年 | 30,125人                                      |  |
| 2005年 | 29,052人                                      |  |
| 2010年 | 28,935人                                      |  |
| 2015年 | 29,983人                                      |  |
| 2020年 | 30,927人                                      |  |

## 歷史
過去在令制國時代屬於攝津國島上郡，由於位於攝津國與山城國之間唯一不需穿越山區的通道上，自古即成為交通要道，也因此帶動此地的發展。東大寺曾在此設有莊園，12世紀後鳥羽天皇也曾在此設立水無瀨離宮；16世紀末豐臣秀吉與明智光秀決戰的山崎之戰即發生於本地北側的山崎地區。
江戶時代東南部的平原區域被分割為加納藩、公家水無瀨家、離宮八幡宮的領地，而西北部山區則屬於高槻藩的領地。19世紀明治維新後，這修區域曾先後隸屬京都府、攝津縣、豐崎縣、兵庫縣、高槻縣、加納縣，直到1871年的第一次府縣整併中，除了山崎地區以外全數被劃入大阪府，而山崎地區也在1873年由京都府改劃入大阪府。
1889年實施町村制後，此地設立了島本村，島本村在1940年後升格改制為島本町，至今轄區都未曾再有過變化。

### 變遷表
| 1889年4月1日 | 1889年 - 1912年 | 1912年 - 1944年     | 1945年 - 1954年     | 1955年 - 1988年     | 1989年 - 現在       | 現在                |
| ------------ | --------------- | ------------------- | ------------------- | ------------------- | ------------------- | ------------------- |
| 岛本村       | 岛本村          | 1940年4月1日 岛本町 | 1940年4月1日 岛本町 | 1940年4月1日 岛本町 | 1940年4月1日 岛本町 | 1940年4月1日 岛本町 |

## 交通
由於東南部市區位於大阪與京都之間的主要通道上，鐵路東海道新幹線、東海道本線、京都本線及名神高速道路都從此通過，轄內主要車站是阪急電鐵京都本線的水無瀨車站，而位於北側大山崎町境內的島本車站也僅距離島本町山崎地區100公尺。

### 鐵路
阪急電鐵
- 京都本線：（←高槻市） - 水無瀨站 - （大山崎町→）

西日本旅客鐵道（JR西日本）
- 東海道本線（JR京都線）：（←大山崎町） - 島本站 - （高槻市→）

東海旅客鐵道
- 東海道新幹線：（←大山崎町） - （通過轄內，但未在轄內設有車站） - （高槻市→）

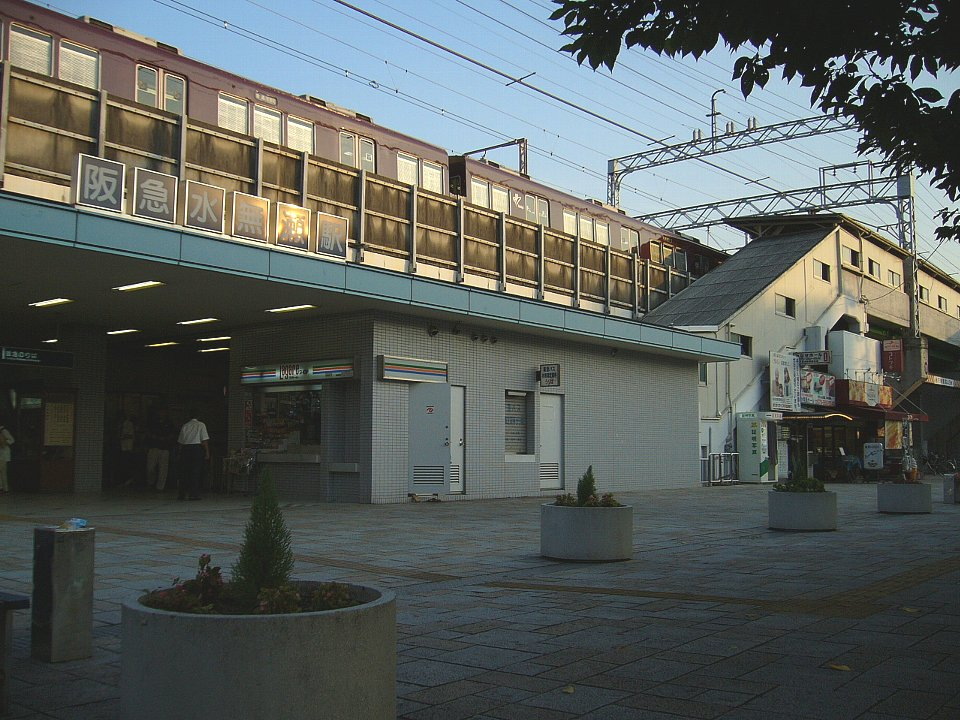
水無瀨車站
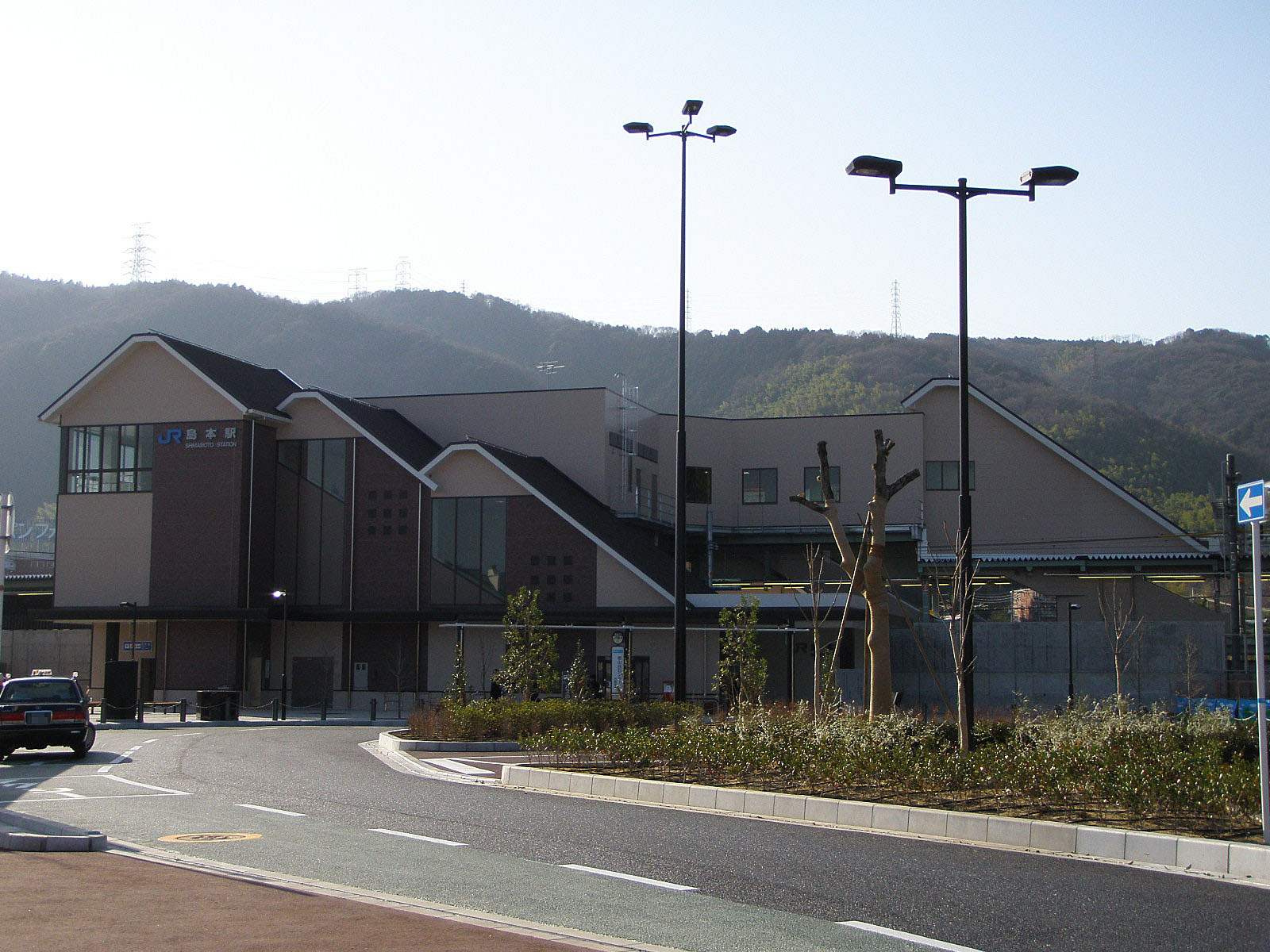
島本車站

## 觀光資源

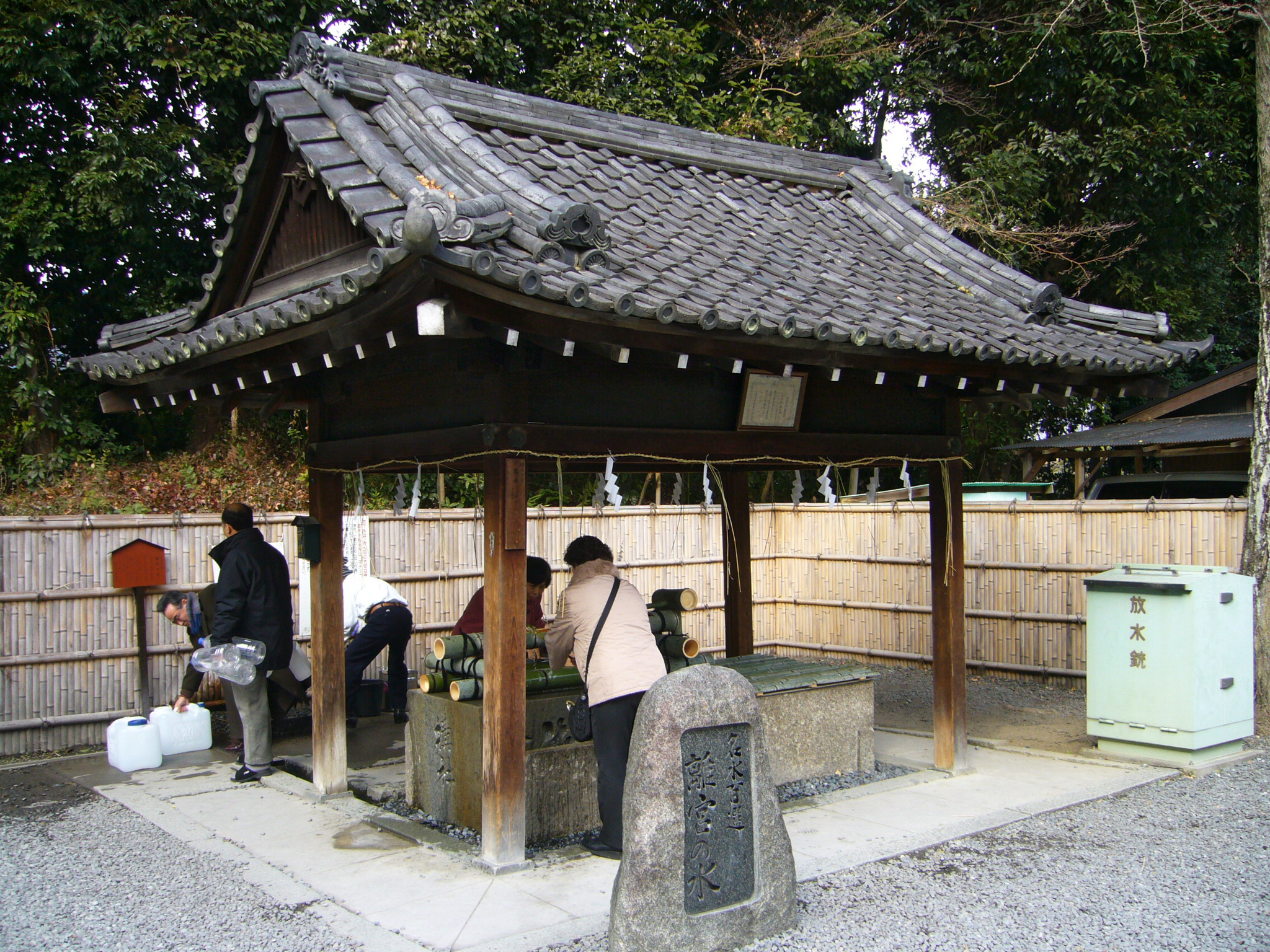
水無瀨神宮的離宮之水

建於水無瀨離宮原址的水無瀨神宮是建於13世紀，主要祭祀後鳥羽天皇、土御門天皇、順德天皇，其境內的湧泉「離宮之水」被列為日本名水百選，甚至現在也是島本町自來水主要的水源。